# Mistrzostwa Świata Juniorów w Narciarstwie Klasycznym 1991
Mistrzostwa Świata Juniorów w Narciarstwie Klasycznym 1991 – zawody sportowe, które odbyły się w dniach 6 - 10 marca 1991 r. w niemieckim Reit im Winkl. Podczas mistrzostw zawodnicy rywalizowali w 10 konkurencjach, w trzech dyscyplinach klasycznych: skokach narciarskich, kombinacji norweskiej oraz w biegach narciarskich. W tabeli medalowej zwyciężyła reprezentacja Norwegii, której zawodnicy zdobyli też najwięcej medali, 7, w tym 5 złotych, 1 srebrny i 1 brązowy.

## Program
6 marca
- Biegi narciarskie - 5 kilometrów (K), 10 kilometrów (M)

7 marca
- Skoki narciarskie - skocznia normalna drużynowo (M)
- Kombinacja norweska - skocznia normalna, 10 kilometrów indywidualnie (M)

8 marca
- Biegi narciarskie - 15 kilometrów (K), 30 kilometrów (M)

9 marca
- Skoki narciarskie - skocznia normalna indywidualnie (M)
- Kombinacja norweska - skocznia normalna, 3x10 kilometrów drużynowo (M)

10 marca
- Biegi narciarskie - sztafeta 4 × 5 kilometrów (K), 4 × 10 kilometrów (M)

## Medaliści

### Biegi narciarskie
Mężczyźni
| Konkurencja                      | Data          | Złoto                                                                            | Srebro                                                                               | Brąz                                                                       |
| -------------------------------- | ------------- | -------------------------------------------------------------------------------- | ------------------------------------------------------------------------------------ | -------------------------------------------------------------------------- |
| Bieg na 10 km techniką klasyczną | 6 marca 1991  | Thomas Alsgaard                                                                  | Marcus Sonnefeldt                                                                    | Sami Repo                                                                  |
| Bieg na 30 km techniką dowolną   | 8 marca 1991  | Thomas Alsgaard                                                                  | Cédric Vallet                                                                        | Michaił Artiuchow                                                          |
| Bieg sztafetowy 4 × 10 km        | 10 marca 1991 | Norwegia Odd-Bjørn Hjelmeset · Svein-Tore Samdal · Anders Eide · Thomas Alsgaard | ZSRR Michaił Artiuchow · Aleksiej Drobyczew · Walerij Rodochlebow · Siergiej Krianin | Szwecja Marcus Sonnefeldt · Johan Wiktorin · Dan Marsch · Morgan Göransson |

Kobiety
| Konkurencja                     | Data          | Złoto                                                               | Srebro                                                                           | Brąz                                                                   |
| ------------------------------- | ------------- | ------------------------------------------------------------------- | -------------------------------------------------------------------------------- | ---------------------------------------------------------------------- |
| Bieg na 5 km techniką klasyczną | 6 marca 1991  | Siri Halle                                                          | Kateřina Neumannová                                                              | Satu Lyytikäinen                                                       |
| Bieg na 15 km technika dowolną  | 8 marca 1991  | Gabriele Heß                                                        | Barbara Mettler                                                                  | Siri Halle                                                             |
| Bieg sztafetowy 4 × 5 km        | 10 marca 1991 | Norwegia Bente Martinsen · Liv Paulsen · Cecilie Mjøen · Siri Halle | ZSRR Tatjana Podmazo · Irina Pridannikowa · Olga Korniejewa · Walentina Smirnowa | Finlandia Satu Lyytikäinen · Reija Linnamaa · Anne Törö · Jaana Ahonen |

### Skoki narciarskie
Mężczyźni
| Konkurencja                       | Data         | Złoto                                                                    | Srebro                                                                | Brąz                                                                    |
| --------------------------------- | ------------ | ------------------------------------------------------------------------ | --------------------------------------------------------------------- | ----------------------------------------------------------------------- |
| Skocznia normalna - indywidualnie | 9 marca 1991 | Martin Höllwarth                                                         | Tomáš Goder                                                           | Damjan Fras                                                             |
| Skocznia normalna - drużynowo     | 7 marca 1991 | Czechosłowacja Milan Kučera · Tomáš Goder · Roman Lukeš · David Jiroutek | Finlandia Mika Laitinen · Janne Väätäinen · Riku Äyri · Pekka Niemelä | Francja Sébastien Frénot · Grégory Renand · Régis Bajard · Xavier Arpin |

### Kombinacja norweska
Mężczyźni
| Konkurencja                                      | Data         | Złoto                                                    | Srebro                                                | Brąz                                                          |
| ------------------------------------------------ | ------------ | -------------------------------------------------------- | ----------------------------------------------------- | ------------------------------------------------------------- |
| Skocznia normalna, bieg na 10 km - indywidualnie | 7 marca 1991 | Milan Kučera                                             | Jiří Hradil                                           | Markus Wüst                                                   |
| Skocznia normalna, bieg na 3x10 km - drużynowo   | 9 marca 1991 | Czechosłowacja Milan Kučera · Zbyněk Pánek · Jiří Hradil | Norwegia Henrik Brørs · Even Chiodera · Halldor Skard | ZSRR Walerij Stolarow · Aleksandr Głuchow · Aleksiej Gaczukow |

## Tabela medalowa
| Klasyfikacja medalowa | Klasyfikacja medalowa | Klasyfikacja medalowa | Klasyfikacja medalowa | Klasyfikacja medalowa | Klasyfikacja medalowa |
| Lp.                   | Państwo               | złoto                 | srebro                | brąz                  | złoto · srebro · brąz |
| --------------------- | --------------------- | --------------------- | --------------------- | --------------------- | --------------------- |
| 1.                    | Norwegia              | 5                     | 1                     | 1                     | 7                     |
| 2.                    | Czechosłowacja        | 3                     | 3                     | 0                     | 6                     |
| 3.                    | Austria               | 1                     | 0                     | 0                     | 1                     |
| 3.                    | Niemcy                | 1                     | 0                     | 0                     | 1                     |
| 5.                    | ZSRR                  | 0                     | 2                     | 2                     | 4                     |
| 6.                    | Finlandia             | 0                     | 1                     | 3                     | 4                     |
| 7.                    | Francja               | 0                     | 1                     | 1                     | 2                     |
| 7.                    | Szwecja               | 0                     | 1                     | 1                     | 2                     |
| 7.                    | Szwajcaria            | 0                     | 1                     | 1                     | 2                     |
| 10.                   | Jugosławia            | 0                     | 0                     | 1                     | 1                     |